# Ређоне Гандолфи (Кунео)
Ређоне Гандолфи је насеље у Италији у округу Кунео, региону Пијемонт.
Према процени из 2011. у насељу је живело 84 становника. Насеље се налази на надморској висини од 502 м.